# جيمس ديفيد كريستي
جيمس ديفيد كريستي (بالإنجليزية: James David Christie)‏ هو عالم موسيقى أمريكي، ولد في 1952 في ويسكونسن في الولايات المتحدة.

## وصلات خارجية
- جيمس ديفيد كريستي على موقع ميوزك برينز (الإنجليزية)
- جيمس ديفيد كريستي على موقع ديسكوغز (الإنجليزية)